# 玉山巴依·木沙巴也夫
玉山巴依·木沙巴也夫（1843年—1926年）维吾尔族，新疆上阿图什别克萨克村人，祖籍喀什，新疆富商。

## 生平

### 父祖创业
玉山巴依的祖父阿不都热苏里，是上阿图什的首富，拥有150斛（合1000余亩）土地、5万头羊，在喀什噶尔、阿图什设有商号。
19世纪中叶，新疆各地爆发维吾尔族、回族武装起义。为躲避战乱，玉山巴依的父亲木沙巴也夫带着玉山巴依和弟弟巴吾东自南疆来到乌鲁木齐、玛纳斯等地经商。1866年左右来到伊犁，在宁远城东门外开店铺，出售土特产及日用百货，还在南疆和伊犁之间长途贩运。
1871年7月，俄国派兵侵占中国伊犁之后，伊犁边卡为俄国商人洞开，玉山巴依的父亲木沙巴也夫开始同外商经营绒毛、皮张，在南疆、伊犁等地收购皮张、绒毛、肠衣等土特产运往俄国、土耳其、德国、意大利等国出售，换购回工业品在南疆、伊犁出售。1881年清廷收回伊犁之后，中外贸易继续，木沙巴也夫还到俄国、德国、土耳其、埃及等国经商三年。
1884年新疆省成立后，新疆的政局较为稳定。木沙巴也夫除商业外，还开展农牧业，拥有8万头羊，1万余头牛，2万匹马，并购买了许多田地、住宅及草场。1855年，木沙巴也夫在惠远城郊的高桥子修建了木沙巴也夫皮革厂（俗称“高桥子皮革厂”），工人90余名，手工加工皮革。

### 继承发展
1895年，木沙巴也夫病逝，伊犁的家业由长子玉赛音巴依（即玉山巴依）接手，高桥子皮革厂也更名为玉山巴依皮革厂。
玉山巴依的文化程度不高，但懂商业经营，将北疆各地商号统一成立福盛行，成为伊犁八大商行之一。1898年，玉山巴依准备投资30万两白银创办机器制革厂，并且到德国考察，1901年4月归国。1905年之后，伊犁将军长庚推行新政，创办新军，筹设近代工业、电灯电话、学校，玉山巴依乃向长庚汇报了创建机器制革厂的计划，获长庚支持，并拨25万两白银，实行官商合办，定名为“伊犁制革有限公司”，由蒙古族军官木群任经理。自德国杜尔拉赫机器制革厂购买了全套机器设备，其中附有1台俄国产蒸汽发电机和10台电动机，这是新疆最早的工业发电设备。1909年，皮革厂建成试生产，1910年正式投产，厂址在今伊犁哈萨克自治州利群皮革厂。
1907年，玉山巴依开设工艺技术学校（地址在如今的伊犁师范学院前楼处），共办三期。第一期招收学员150名，聘留学归国的依米尔大毛拉、尼扎木丁等人讲数学、语文、化学、物理等文化课，聘德国技术师马柯思等人讲制革工艺、检验等技术。第二期招收学员300名，第三期招收学员100名，学习统计、会计、管理等专业。至1915年，皮革厂的皮革产品年销售额已经达到70至80万元，其中40%的产品销往新疆各地，60%的产品销往俄国。据说他的皮革产品曾参加过德国莱比锡的商品博览会。
1911年辛亥革命爆发后，伊犁革命党人策划起义，玉山巴依支持，捐献了大批军用皮鞋和鞍具。
俄国十月革命后，中俄贸易中断，皮革厂的产品外销及化工原材料供应发生困难。1920年5月，《伊宁临时通商协定》签定。1923年、1925年，玉山巴依先后两次派人到莫斯科与苏联有关方面商谈，恢复了皮革产品出口，并获其他产品出口权。1924年，皮革厂的皮革产品出口额为5.3万卢布，到1926年已增长到50.4万卢布。1926年，新疆省政府主席杨增新曾经三次派人到伊犁核查该皮革厂的账目，准备分红利，后经多方面斡旋，皮革厂将长庚时期政府投入的25万两白银折成银元退还给政府，自此皮革厂成为玉山巴依的独资企业。
1926年，玉山巴依病逝。

## 家庭
- 祖父：阿不都热苏里
- 父：木沙巴也夫
- 弟：巴吾东，人称“巴吾东巴依”[1]